# بخش مرکزی شهرستان دلفان
بخش مرکزی شهرستان دلفان یکی از بخش‌های شهرستان دلفان در استان لرستان ایران است.

## تقسیمات کشوری
- بخش مرکزی شهرستان دلفان
  - دهستان نورعلی
  - دهستان نورآباد

شهرها : نورآباد

## جمعیت
بنابر سرشماری مرکز آمار ایران، جمعیت بخش مرکزی شهرستان دلفان در سال ۱۳۸۵ برابر با ۱۱۳۹۵۶ نفر بوده‌است که از این میان ۵۸۲۶۵ نفر مرد و بقیه زن بوده‌اند. این بخش ۲۴۶۹۷ خانوار دارد.